# Lorenzo Paradiso
Lorenzo Paradiso (Taranto, 7 ottobre 1907 – Taranto, 27 gennaio 1994) è stato un allenatore di calcio e calciatore italiano, di ruolo centrocampista.

## Carriera

### Giocatore
Mediano arcigno, dopo gli esordi nei campionati regionali pugliesi con la Pro Italia Galatina passa al Bari dove disputa gran parte della sua carriera. Con la maglia biancorossa infatti gioca cinque campionati di Serie A e tre di Serie B tra il 1930 ed il 1938.
Nel 1932 veste la maglia azzurra della rappresentativa centro-meridionale che a Napoli batte la Polonia per 3-0. Chiude la carriera in Serie C con la Pro Italia Taranto ed infine con la Pietro Resta Taranto.

### Allenatore
Nel dopoguerra inizia la carriera di allenatore con il Matera, e dal 1952 entra nell'organigramma dell'Arsenaltaranto, allenando le giovanili e svolgendo per alcuni anni il ruolo di vice allenatore della prima squadra. Nel 1967-1968 è allenatore del Taranto, coadiuvato da Donato Raguso ed Alvaro Biagini che svolge il ruolo di allenatore e giocatore.
Terminata la carriera di allenatore, resta vicino al mondo del calcio tarantino diventando per anni il popolare custode dello stadio Salinella.

## Palmarès

### Club

#### Competizioni nazionali
- Serie B: 1

Bari: 1934-1935